# تيياس برونينغ
تيياس برونينغ (بالإنجليزية: Tyias Browning)‏ (مواليد 27 مايو 1994) لاعب كرة قدم إنجليزي ، يلعب حاليًا لنادي إيفرتون.

## مسيرته الكروية

### بداياته
انضم إلى إيفرتون منذ أكثر من عقد منذ انضمامه لأكاديمية النادي كطالب في المدرسة ، وتدرج في فرق النادي , ولعب لفريق تحت 18 سنة في 2011 وفاز معه بالدوري الممتاز قبل توقيع أول عقد احترافي له ، ولعب أيضًا لفريق تحت 21 سنة وحمل شارة القيادة في موسم 2013–2014.

### ويجان
في 10 يناير 2014 أعير إلى نادي ويجان لمدة شهر ، وشارك معه في مباراتين: الأولى أمام نادي بورنموث وانتهت بالفوز بنتيجة 3–0 ، والثانية أمام نادي دونكاستر روفرز وانتهت بالخسارة بنتيجة 0–3 ، وكلتاهما في دوري البطولة الإنجليزية 2013–2014.

### إيفرتون
في 27 سبتمبر 2014 شارك لأول مرة في الدوري الممتاز في ديربي الميرسيسايد مع الفريق الأول في المباراة التي انتهت 1–1 عندما نزل بديلًا للاعب توني هيبرت (بمعدل 17 دقيقة)  وساهم في هدف التعادل التاريخي الذي أحرزه فيل جاغيلكا في الوقت بدل الضائع.
ولكنه ظهر مرة أخرى على مقاعد البدلاء في مباراة الدوري التالية ضد مانشستر يونايتد في أولد ترافورد ، قبل بدايته الأولى في دوري أوروبا ضد نادي كراسنودار.
وفي موسم 2015–2016 لم يشارك إلا في مباريات قليلة ؛ بسبب تعرضه للإصابة ، حيث كان في حاجة لعملية جراحية في الركبة ، مما أبعدته لنهاية الموسم.

### مع المنتخب
لعب في صفوف منتخبات إنجلترا للشباب تحت 17 وتحت 19 وتحت 20 ، وشارك في دورة تولون الدولية 2014 ، وفازوا بالمركز الرابع بعد الخسارة من البرتغال بنتيجة 1–0 في مباراة تحديد المركز الثالث.

## روابط خارجية
- تيياس برونينغ على موقع الاتحاد الأوربي (الإنجليزية)
- تيياس برونينغ على موقع قاعدة بيانات كرة القدم.إي يو (الإنجليزية)
- تيياس برونينغ على موقع ناشيونال فوتبول تيمز (الإنجليزية)
- تيياس برونينغ على موقع Soccerbase.com (لاعب) (الإنجليزية)
- تيياس برونينغ على موقع Soccerway.com (الإنجليزية)
- تيياس برونينغ على موقع عالم كرة القدم.نت (الإنجليزية)
- تيياس برونينغ على موقع AS.com (الإسبانية)